# ويليام ويبستر ديل
ويليام ويبستر ديل (بالإنجليزية: William Webster Diehl)‏ هو عالم نبات أمريكي، ولد في 15 يناير 1891، وتوفي في 1978.